# Ágios Vlásios (Héraklion)
Ágios Vlásios, en grec moderne : Άγιος Βλάσιος, ou Ágios Vlásis (Άγιος Βλάσης) est un village du dème de Héraklion, dans le district régional de Héraklion, de la Crète, en Grèce. Selon le recensement de 2011, la population d'Ágios Vlásios compte 416 habitants.
Le village est situé à une distance de 12 km de Héraklion et à une altitude de 260 m.

## Recensements de la population
Le village est mentionné dès 1320, où il est dénommé S. Blasio. Il est également mentionné dans un document de 1368. Il est mentionné par Francesco Barozzi en 1577 comme Agios Vlassis. Dans le recensement vénitien de 1583 par Castrofilaca, il est appelé s. Biaseo avec 221 habitants. Dans le recensement ottoman de 1671, il est appelé Ayo Vlasi et dans un document de 1684, il est appelé Magaralar.
| Recensements | 1900 | 1920 | 1928 | 1940 | 1951 | 1961 | 1971 | 1981 | 1991 | 2001 | 2011 |
| ------------ | ---- | ---- | ---- | ---- | ---- | ---- | ---- | ---- | ---- | ---- | ---- |
| Population   | 139  | -    | 149  | 149  | 169  | 177  | 148  | 164  | -    | 228  | 416  |